# Agence de presse sénégalaise
Pour les articles homonymes, voir APS.
L'Agence de presse sénégalaise (APS) est l'agence nationale publique de presse du Sénégal, fondée en 1959. Elle a pour mission la collecte, le traitement et la diffusion de l'information notamment par l'intermédiaire de son site internet. Elle fonctionne comme une source officielle de l'État, bien qu'elle tente de maintenir une certaine autonomie éditoriale.

## Historique
Créée par Mamadou Dia, alors président du Conseil, en 1959, par l'ordonnance no 59-054 du 2 avril 1959, l'Agence de presse sénégalaise est un établissement public à caractère industriel et commercial,,. À la suite de la réforme de 1972, les centres régionaux d'information intègrent l'agence et lui confèrent un maillage de bureaux régionaux couvrant la majeure partie du pays.

### Une restructuration fondamentale dès 1972
Une première réforme significative en 1972 a permis à l'APS d'intégrer les Centres Régionaux d'Information (CRI), élargissant ainsi sa couverture avec des bureaux régionaux répartis sur l'ensemble du territoire national. Cette expansion a grandement contribué à un maillage efficace du pays en termes d'information.
Menée principalement par feu Amadou Dien, cette réforme, qualifiée de révolutionnaire, a eu pour conséquence majeure l'émergence de nombreux journalistes talentueux. Ces derniers, souvent dans l'ombre, ont joué un rôle crucial en assurant la diffusion de l'information régionale via les fils de l'APS. Parmi eux, on peut citer Souleymane Ndiaye « Julaps », Abdou Sylla, Malamine Diop, Mbargou Diop, Babacar Ndiaye, Birassy Sow, Moustapha Sow et Abdou Djigo.

### La transition numérique et la reconnaissance internationale
En 2015, l'APS a franchi une étape importante avec le lancement d'une nouvelle plateforme numérique. Celle-ci lui a permis de diversifier sa production au-delà des dépêches textuelles classiques, en intégrant désormais des contenus audio et vidéo. Cette transformation numérique a renforcé le positionnement de l'APS tant sur la scène médiatique nationale qu'internationale.
Actuellement, l'APS produit ses propres images et continue de développer son unité audiovisuelle, investissant à la fois dans les équipements et les ressources humaines.
En 2019, l'agence a été honorée par le grand prix de la Fédération Atlantique des Agences de Presse Africaines (FAPAA), une organisation regroupant une quarantaine d'agences africaines et atlantiques. Dans la même période, l'APS a intégré le Conseil exécutif de la FAPAA, l'organe de direction de la Fédération. Elle est désormais reconnue parmi les meilleures en matière de contenu, d'innovations technologiques et de créativité.

### Une mutation institutionnelle majeure
En décembre 2019, l'Assemblée Nationale a adopté à l'unanimité le projet de mutation institutionnelle de l'APS. La loi n° 11/2019 a ainsi autorisé la création de la Société Nationale d'Agence de Presse Sénégalaise. Cette évolution, considérée comme majeure, voire révolutionnaire, a considérablement consolidé le statut institutionnel de l'APS.
L'Agence de Presse Sénégalaise (APS) a vu son statut institutionnel évoluer. L'Assemblée Nationale a adopté à l'unanimité le projet de loi transformant l'APS en Société Nationale d'Agence de Presse Sénégalaise.
Le Ministre de la Culture et de la Communication a souligné que cette mutation institutionnelle est motivée par le rôle essentiel de l'agence dans la diffusion d'informations crédibles et fiables pour le Sénégal,

## Direction
Depuis sa création, plusieurs personnalités se sont succédé à la tête de l’Agence de Presse Sénégalaise (APS). De 1959 à 1961, l’agence a été dirigée par Georges Guiraud, suivi de Bara Diouf de 1961 à 1964. En 1964, Na Diallo a assuré la direction de février à août, avant de céder la place à Massata Ndiaye de 1964 à 1965. Henri Mendy lui a succédé de 1965 à 1967, puis Ciré Thiam a occupé le poste de 1967 à 1976. Amadou Dieng a dirigé l’APS de 1976 à 1993, suivi par Abdou Guingue entre 1993 et 2000, puis Mamadou Koumé de 2000 à 2010. Joseph-Henri Sarre a pris la relève en 2010 jusqu’en 2011, puis Doudou Sarr Niang de 2011 à 2012. Thierno Birahim Fall a dirigé l’agence pendant dix ans, de 2012 à 2022, avant d’être remplacé par Thierno Ahmadou Sy, en fonction de 2022 à 2024.